# Tree of Life (Charles Darwin)

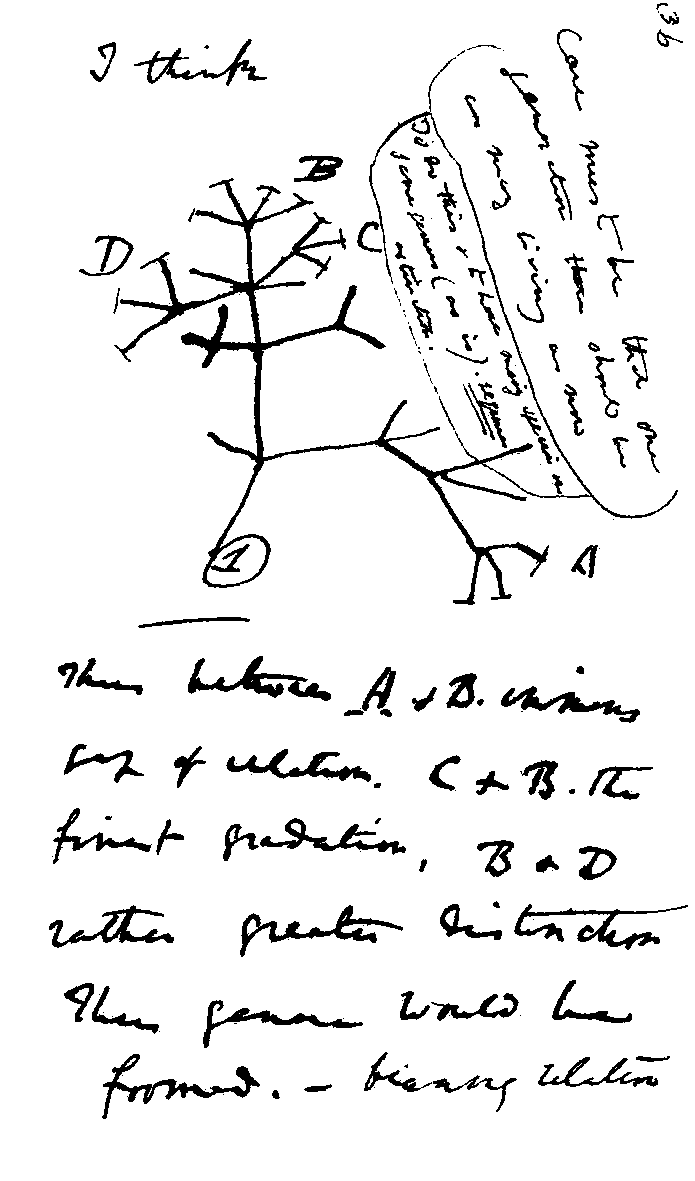
Eerste stamboom van 1837 door Charles Darwin

De gemoderniseerde originele versie uit On the Origin of Species, 1859

"Tree of Life"

De Tree of Life is een fylogenetische stamboom waarin Charles Darwin, een Engelse bioloog de afstamming laat zien van levende organismen, maar ook de opbouw van het dierenrijk, inclusief de mens. Hierin zijn veel diersoorten benoemd. De Tree of Life is een van de werken van Darwin. Naast de opbouw wilde Darwin ook laten zien dat de mens volgens hem afstamde van de gemeenschappelijke voorouder van uiteindelijk alle dieren. Er zijn veel versies. De oorspronkelijke stamboom is veel minder ingewikkeld dan de latere versies.
| - LUCA - Domein Eubacteria (Ehrenberg 1828) (→ prokaryoten, Monera) - - Domein Archaea (Woese et al. 1990) (→ prokaryoten, Monera) - Domein Eukaryota - Supergroep Unikonta (Cavalier-Smith 2002) - - Rijk Animalia (Linnaeus 1758) - Rijk Fungi (Linnaeus 1753) - Rijk Amoebozoae (Lühe 1913, em. Corliss 1984) (→ protisten) - Supergroep Excavata (Cavalier-Smith 2002) (→ protisten) - Rijk Euexcavatae (Holt & Iudica) - Rijk Discicristatae (Cavalier-Smith 2002) - Bikonta (Cavalier-Smith 2002) - Supergroep Chromalveolata (Adl et al. 2005) (→ protisten) - Rijk Hacrobiae (Cavalier-Smith 2010) - Harosa (Cavalier-Smith 2010) (SAR, RAS) - Rijk Rhizariae (Cavalier-Smith 1993) (Rhizaria) - - Rijk Alveolatae (Cavalier-Smith 1991) - Rijk Heterokontae (Cavalier-Smith 1986) (Stramenopiles) - Supergroep Archaeplastida (Adl et al. 2005) - Rijk Viridiplantae (Cavalier-Smith 1981) - Rijk Rhodoplantae (Saunders & Hommersand 2004) (→ protisten) |
| (→ behoort tot de ...) wordt ook gerekend tot een polyfyletische groep |